# À Pesca
À pesca (Peixinho em Português Europeu, Go Fish em Inglês) é um jogo de cartas. Diferente de outros jogos de cartas, Peixinho depende de um sistema de honra, pois embora mentir sobre suas cartas seja proibido, também é difícil de se prevenir.

## Regras
Este jogo pode ser jogado com duas ou mais pessoas. Não é permitido ver as cartas dos restantes jogadores.

### Objetivo
O objetivo do jogo é fazer mais "peixinhos", que consiste em agrupar 4 cartas do mesmo valor.

### O jogo
Se forem apenas duas pessoas jogando, cada uma recebe sete cartas.. Se forem mais, cada uma recebe cinco. Em uma variação, cada jogador recebe apenas 4 cartas. O restante das cartas é colocado num monte de compras.
O primeiro jogador pergunta a qualquer outro se este tem algum valor, geralmente falando o nome do outro primeiro. O jogador que está "pescando" (que faz a pergunta) precisa ter pelo menos uma carta que está pedindo na mão. O oponente precisa dar todas as cartas daquele valor que tiver em mãos. Se não tiver nenhuma ele diz "Vá pescar!" e o jogador que fez o pedido compra do monte. Não é permitido mentir, pois assim nenhum jogador conseguiria formar o jogo.
Caso a carta comprada seja do valor que foi perguntado, o jogador a mostra aos outros e pode jogar de novo. Se a carta não seja do valor, é a vez do jogador à esquerda.
Quando um jogador consegue juntar quatro cartas do mesmo valor, forma um peixinho, e coloca as cartas em sua frente. Quando ninguém tiver nenhuma outra carta na mão e todas estiverem agrupadas em peixinhos, o jogo acaba. O jogador com mais peixinhos vence.

### Estratégias
Ouvindo bem o que os oponentes estão pedindo, um jogador vai ter uma boa ideia de onde a maioria das cartas estão e a quem eles devem perguntar na sua própria vez. Toda vez que um jogador faz um pedido, ele deve perceber que está revelando parte de sua mão, portanto focar as perguntas em um único valor por mais tempo vai ajudar a mantê-la em segredo.

## Variações
Existem várias variações das regras básicas:
- O oponente só dá uma carta quando pedem.
- É perguntado por uma carta específica ao invés de um valor, especificando também um naipe. Ele deve ter ao menos uma carta daquele valor ao pedir, e deve mostrá-la ao fazer o pedido.
- O jogador pescando pergunta por um número específico de cartas - por exemplo, 2 Reis -  e o oponente precisa dar somente se tiver o número exato daquelas cartas. Caso o oponente tenha mais ou menos do que o pedido, ele não dá as cartas, e o jogador compra.[5]
- Um peixinho é formado e pode ser baixado quando há apenas duas cartas.[4]
- O jogador que está pescando só pode jogar uma vez, mesmo que compre a carta que procurava.
- Peixinhos são colocados com a face para baixo. Quando o jogo normal é terminado, inicia-se um estágio novo, pelo jogador com mais peixinhos. Ele pergunta a outro jogador por um valor que ele se lembre (ou chuta) que o jogador possui. Se acertar, ganha o peixinho, se não, passa a vez. Vence quem terminar com todas as cartas (caso se jogue essa variação junto da que permite baixar um peixinho com um par, o vencedor pode ser quem tiver um par de cada valor).
- Curingas podem ser usados para criar um par, e podem ser baixados como um peixinho.
- Ao invés de seguir um círculo no sentido horário, o próximo turno é de quem diz "Vá pescar".
- Caso um jogador fique sem cartas, ele compra cinco cartas (ou todo o monte de compras, caso haja menos de cinco cartas).
- O jogo termina quando alguém consegue juntar um número de peixinhos combinado antes do jogo.